# سد کابرل
سد کابرل (به پرتغالی: Barragem do Cabril) یک سد و نیروگاه برقابی در پرتغال است که در پیدروگو گراندی واقع شده‌است.